# Witonia (gemeente)
De gemeente Witonia is een landgemeente in het Poolse woiwodschap Łódź, in powiat Łęczycki.
De zetel van de gemeente is in Witonia.
Op 30 juni 2004 telde de gemeente 3575 inwoners.

## Oppervlakte gegevens
In 2002 bedroeg de totale oppervlakte van gemeente Witonia 60,54 km², waarvan:
- agrarisch gebied: 90%
- bossen: 1%

De gemeente beslaat 7,82% van de totale oppervlakte van de powiat.

## Demografie
Stand op 30 juni 2004:
| Omschrijving                   | Totaal | Totaal | Vrouwen | Vrouwen | Mannen | Mannen |
| ------------------------------ | ------ | ------ | ------- | ------- | ------ | ------ |
| eenheid                        | aantal | %      | aantal  | %       | aantal | %      |
| inwoners                       | 3575   | 100    | 1802    | 50,4    | 1773   | 49,6   |
| bevolkingsdichtheid (inw./km²) | 59,1   | 59,1   | 29,8    | 29,8    | 29,3   | 29,3   |

In 2002 bedroeg het gemiddelde inkomen per inwoner 1302,52 zł.

## Administratieve plaatsen (sołectwo)
Anusin, Budki Stare, Gajew, Gledzianów, Gledzianówek, Gołocice, Kuchary, Nędzerzew, Oraczew, Romartów, Rybitwy, Szamów, Wargawka, Węglewice, Witonia.

## Overige plaatsen
Biedaszków, Dołek, Gozdków, Górka, Józefów, Józinki, Karabinka, Kostusin, Krokorczyce, Kuchary-Kolonia, Michały, Olesice, Praga, Przyłogi, Rudniki, Rybitwy-Kolonia, Stara Wargawa, Symonia, Uwielinek, Uwielinek-Folwark, Wargawka Młoda, Węglewice-Kolonia.

## Aangrenzende gemeenten
Daszyna, Góra Świętej Małgorzaty, Krzyżanów, Kutno, Łęczyca